# Premio Pueblo de Cantabria
El Premio Pueblo de Cantabria es un galardón creado en 2005 por la Consejería de Obras Públicas y Vivienda del Gobierno de Cantabria (actual Consejería de Fomento, Ordenación del Territorio y Medio Ambiente) y que trata de reconocer ciertos valores destacables en el pueblo premiado. El ámbito del galardón es el territorio de la comunidad autónoma de Cantabria. El premio es de carácter anual, aunque su celebración fue bianual entre 2010 y 2016.
El premio trata de promover la recuperación, mejora y mantenimiento de los pueblos de Cantabria, la defensa de los valores tradicionales, el entorno natural y ecológico, y el patrimonio histórico, cultural y artístico, así como la mejora de la calidad de vida mediante la integración de espacios, la recuperación de pequeños rincones, el mantenimiento de los valores naturales y la preservación de construcciones tradicionales.
Un aspecto a destacar es la progresión del premio en sus cinco primeros años, puesto que pasó de cuatro candidatos en su edición fundacional (2005) a doce en 2010.

## Lista de galardonados
| Edición | Año  | Candidaturas | Candidaturas | Galardonado           | Accésits       | Accésits                 |
| Edición | Año  | Candidaturas | Candidaturas | Galardonado           | 2.º            | 3.°                      |
| ------- | ---- | --- | --- | --------------------- | -------------- | ------------------------ |
| I       | 2005 | - Loma Somera (Valderredible) - Novales (Alfoz de Lloredo) | - Socobio (Castañeda): entorno de la colegiata de Santa Cruz - Villacarriedo: embellecimiento del núcleo urbano                                                | Novales               | No se concedió | No se concedió           |
| II      | 2006 | - Aja (Soba) - Cartes: entorno de la villa de Cartes - Caviedes (Valdáliga) - Cervatos (Campoo de Enmedio) - Llanos (Penagos)                                       | - Puente Viesgo - Ruente - Villacarriedo: embellecimiento del núcleo urbano - Piélagos: entorno del santuario de la Virgen de Valencia                         | Caviedes              | No se concedió | No se concedió           |
| III     | 2007 | - Aja (Soba) - Cervatos (Campoo de Enmedio) - La Cárcoba (Miera) - La Hermida (Peñarrubia)                                                                          | - Mazcuerras - Puente Viesgo - Villacarriedo | Puente Viesgo         | No se concedió | No se concedió           |
| IV      | 2008 | - Bustablado y Duña (Cabezón de la Sal) - Cervatos (Campoo de Enmedio) - El Astillero - Helgueras (Val de San Vicente) - La Revilla (Soba) - Liérganes - Mazcuerras | - Naveda (Hermandad de Campoo de Suso) - Pujayo (Bárcena de Pie de Concha) - Ruente - Udalla (Ampuero) - Villacarriedo                                         | Mazcuerras            | No se concedió | No se concedió           |
| V       | 2009 | - Barcenaciones (Reocín) - Comillas - Cervatos (Campoo de Enmedio) - El Astillero - Esles (Santa María de Cayón) - Liérganes                                        | - Naveda (Hermandad de Campoo de Suso) - Ruente - Sopeña - Tresviso - Udalla (Ampuero)                                                                         | Udalla                | No se concedió | No se concedió           |
| VI      | 2010 | - Barcenaciones (Reocín) - Cervatos (Campoo de Enmedio) - Escalante - Güemes (Bareyo) - Hermosa (Medio Cudeyo) - La Acebosa (San Vicente de la Barquera)            | - La Hermida (Peñarrubia) - Molledo - Quintanamanil (Campoo de Yuso) - Rucandio (Riotuerto) - Santa Olalla (Molledo) - Tudes (Vega de Liébana)                 | Tudes                 | No se concedió | No se concedió           |
| VII     | 2012 | | | Barcenaciones         | No se concedió | No se concedió           |
| VIII    | 2014 | | | Villaescusa           | No se concedió | No se concedió           |
| IX      | 2016 | - Cosío (Rionansa) - Loma Somera (Valderredible) - Mogrovejo (Camaleño).                                                                                            | - Naveda (Hermandad de Campoo de Suso) - Ruiloba - Villacarriedo                                                                                               | Cosío                 | No se concedió | No se concedió           |
| X       | 2017 | - Arroyuelos (Valderredible) - Barriopalacio (Anievas) - Cahecho (Cabezón de Liébana) - Cicera (Peñarrubia) - Esles (Santa María de Cayón)                          | - La Iglesia (Ruiloba) - Loma Somera (Valderredible) - Mogrovejo (Camaleño) - Requejo (Campoo de Enmedio) - San Sebastián de Garabandal (Rionansa)             | Mogrovejo             | Esles          | Cahecho                  |
| XI      | 2018 | - Arroyuelos (Valderredible) - Barriopalacio (Anievas) - Esles (Santa María de Cayón) - Loma Somera (Valderredible) - Quintana (Soba)                               | - Quintanamanil (Campoo de Yuso) - Riocorvo (Cartes) - Ruente - San Sebastián de Garabandal (Rionansa)                                                         | Esles                 | Barriopalacio  | Quintana                 |
| XII     | 2019 | - Barriopalacio (Anievas) - Cicera (Peñarrubia) - La Iglesia (Ruiloba)                                                                                              | - Llanos (Penagos) - Loma Somera (Valderredible) - Soano (Arnuero)                                                                                             | Barriopalacio         | Cicera         | Loma Somera              |
| XIII    | 2020 | | | Pujayo                | Aja            | Cicera                   |
| XIV     | 2021 | - Ambrosero (Bárcena de Cicero) - Astrana (Soba) - Bárcena Mayor (Los Tojos) - Barcenillas (Ruente) - Cicera (Peñarrubia) - Riocorvo (Cartes)                       | - Salcedo (Valderredible) - Sopeña (Cabuérniga) - Viérnoles (Torrelavega) - Ruerrero (Valderredible)                                                           | Riocorvo              | Cicera         | Barcenillas              |
| XV      | 2022 | - Ambrosero (Bárcena de Cicero) - Bárcena Mayor (Los Tojos) - Barcenilla (Piélagos) - Barcenillas (Ruente) - Cervatos (Campoo de Enmedio)                           | - Cicera (Peñarrubia) - Castillo Pedroso (Corvera de Toranzo) - La Concha (Villaescusa) - San Andrés de Valdelomar (Valderredible) - Valdecilla (Medio Cudeyo) | Cicera                | Valdecilla     | Barcenilla               |
| XVI     | 2023 | - Ambrosero (Bárcena de Cicero) - Bárcena Mayor (Los Tojos) - Barcenillas (Ruente)                                                                                  | - Castillo Pedroso (Corvera de Toranzo) - San Andrés de Valdelomar (Valderredible)                                                                             | Barcenillas           | Bárcena Mayor  | San Andrés de Valdelomar |
| XVII    | 2024 | - Ambrosero (Bárcena de Cicero) - Bárcena Mayor (Los Tojos) - Castillo Pedroso (Corvera de Toranzo)                                                                 | - Espinama (Camaleño) - San Martín de Toranzo (Santiurde de Toranzo)                                                                                           | San Martín de Toranzo | Bárcena Mayor  | Castillo Pedroso         |
| XVIII   | 2025 | - Agüero (Marina de Cudeyo) - Ambrosero (Bárcena de Cicero) - Bárcena Mayor (Los Tojos)                                                                             | - Cahecho (Cabezón de Liébana) - Espinama (Camaleño) - Riaño (Solórzano)                                                                                       | Bárcena Mayor         | Ambrosero      | Cahecho                  |